# Gyomaendrőd (distrikt)
Gyomaendrőd är ett distrikt i Ungern. Det ligger i provinsen Békés, i den centrala delen av landet, 150 km öster om huvudstaden Budapest.